# 대한민국의 통일부총리
통일부총리(統一副總理)는 1990년 12월부터 1998년 3월까지 통일원 장관이 겸직한 자리였다.

## 설치 근거
- 정부조직법 [법률 제4368호, 1990.12.27 일부개정] 제17조[1]

## 역대 부총리

### 부총리 겸 통일원 장관
| 정부        | 대수      | 이름           | 임기                                | 비고 |
| ----------- | --------- | -------------- | ----------------------------------- | --- |
| 노태우 정부 | 16대      | 최호중(崔浩中) | 1990년 12월 27일 ~ 1992년 6월 25일  | 외무부 경제차관보&상공부 차관&외무부 장관&주 말레이시아 대사                                                     |
| 노태우 정부 | 17대      | 최영철(崔永喆) | 1992년 6월 26일 ~ 1993년 2월 25일   | 체신부 장관&노동부 장관&제9·10·11·12대 국회의원&유신정우회 정책위원회 의장&국회부의장&통일번영연구원 회장        |
| 김영삼 정부 | 18대      | 한완상(韓完相) | 1993년 2월 26일 ~ 1993년 12월 21일  | 서울대 교수&상지대 총장&한성대 총장&교육부총리&대한적십자사 총재                                                 |
| 김영삼 정부 | 19대      | 이영덕(李榮德) | 1993년 12월 22일 ~ 1994년 4월 29일  | 서울대 교수&명지대 총장&국무총리&정부공직자윤리위원회 위원장&한국교육개발원장&문화시민운동중앙협의회장           |
| 김영삼 정부 | 20대      | 이홍구(李洪九) | 1994년 4월 30일 ~ 1994년 12월 16일  | 서울대 교수&국무총리&민주평화통일자문회의 수석부의장&통일고문회의 의장&제15대 국회의원&주 영국 대사&주 미국 대사 |
| 김영삼 정부 | 직무 대행 | 송영대(宋榮大) | 1994년 12월 17일 ~ 1994년 12월 23일 | 통일원 차관&평화문제연구소장                                                                                     |
| 김영삼 정부 | 21대      | 김덕(金德)     | 1994년 12월 24일 ~ 1995년 2월 21일  | 국가안전기획부장&제15대 국회의원                                                                                 |
| 김영삼 정부 | 22대      | 나웅배(羅雄培) | 1995년 2월 22일 ~ 1995년 12월 20일  | 아주대 총장&재무부 장관&상공부 장관&경제부총리&제11·12·13·14대 국회의원                                          |
| 김영삼 정부 | 23대      | 권오기(權五琦) | 1995년 12월 21일 ~ 1998년 3월 2일   | 동아일보 이사장&한국신문편집인협회장                                                                             |

## 같이 보기
- 국무총리
- 부총리
- 경제부총리
- 교육부총리
- 과기부총리
- 통일원